# التحليل النحوي
في علم العلامات، التحليل النحوي هو تحليل بناء الجملة أو البنية السطحية (البنية النحوية) على عكس التحليل النموذجي.غالبًا ما يتم تحقيق ذلك باستخدام اختبارات تدعي اختبارات الاستبدال.
تعني عبارة "Syntagmatic" أن أحد العناصر يختار عنصرا آخر ليسبقه أو ليتبعه. على سبيل المثال، تحدد المادة المحددة «(ال التعريف) the» اسمًا وليس فعلًا.
التركيب النحوي له أهمية خاصة في الدراسة السيميائية، التركيب النحوي عبارة عن سلسلة تؤدى من خلال التحليل النحوي، إلى فهم كيف يشكل تسلسل الأحداث قصة مفهومة. علاوة على ذلك، يمكن أن يصف التحليل النحوي العلاقة المكانية للنص المرئي مثل الملصقات أو الصور الفوتوغرافية أو مكان معين لمشهد تم تصويره.
كان رونالد بارت قادرًا على استخدام الاستعارة في أشكال متعددة وذلك حتى يوضح كيف تسير العلاقة بين علم التركيب النحوي النحو وعلم الدلالات معًا لإنشاء وتغيير المعنى في وقت واحد. توسع في هذا الشكل من التفسير من قبل بارت، كل من ديفيد لودج وسوزان سبيغل اللذان طورا الاستعارة، باستخدام أشياء محددة يمكن ارتداؤها. القميص والسراويل القصيرة والصنادل، على سبيل المثال، قابلة للتبادل بحرية على كافة المستويات، على افتراض أن العناصر النحوية تتبع قواعد العناصر القابلة للارتداء. على الرغم من أنه يمكنك تغيير الصنادل ذات الكعب العالي، إلا أنه من شأنه كسر القواعد الخاصة بارتدائها كقمة.

## تطبيق
نظرًا للطبيعة المجردة للعلاقة بين الدلالة / المدلول، لا تستطيع دلالة قائمة بذاتها نقل المعرفة أو الفهم من تلقاء نفسها، وعلى كل حال فإن السبب الوحيد لمعني أي كلمة علي الإطلاق هو الإجماع على فهمها بهذه الطريقة في المجتمع بمعناه الأشمل. وإذا طبقنا في مثال سوسور الخاص بالتعسفية في كلمة «شجرة»، أو أي كلمة بهذا الشأن، يمكن ملاحظة أن كلمة «شجرة» في حد ذاتها يمكن أن تعني أي قطعة خشبية مستقيمة ذات أغصان، سواء كانت ينمو الأوراق أو يوفر مكانًا لتعليق الأكواب أو القبعات. وبالتالي يتم توفير المعنى من خلال سلسلة تركيبية موسعة، والتي ستحدد لقارئ النص نوع الشجرة المقصود.
يمنحنا هذا الفهم الفرصة للنظر في لغويات النصوص واللغة بطرق متنوعة أوسع. يحدد كل من ثاويت، دايفز ومولز التركيب النحوي على أنه «نتيجة استخدام قاعدة تقليدية للجمع بين سلسلة عناصر من نماذج مختلفة». وبناءا على هذا الفهم، من الممكن نضع في الاعتبار بنية النصوص — امتخذين السينما والتلفزيون كمثال ممتاز.
بالنظر إلى الاعداد المسرحي لقطعة ثابتة، تتحد الإشارات المختلفة لإعطاء المشاهدين فهمًا أكبر لما يشاهدونه. يتم بناء السلسلة النحوية بطريقة تجعلها توصل الشعور بالمشهد وتكون واضحة بشكل خاص عند التفكير في النوع. قد يكون لدى الغرب على سبيل المثال العديد من الِاشارات متكررة الإستخدتم التي اعتاد المشاهد عليها. أن كل شيء في المكان الذي يتوقعون رؤيته فيه يتبع قواعد هذه السلسلة النحوية. أما إذا كان الحصان يمتطى رعاة البقر، فإنه ذلك يخرق هذه القواعد ويصبح فيلمًا مختلفًا تمامًا.